# Rowland Hill, I visconte Hill
Rowland Hill, I visconte Hill (Hawkstone, 11 agosto 1772 – Hardwicke Grange, 10 dicembre 1842), è stato un generale e nobile britannico attivo durante le guerre napoleoniche.
Nel 1828 divenne comandante in capo dell'esercito britannico.

## Gioventù
Educato alla The King's School di Chester, Hill fu assegnato al 38º reggimento di fanteria nel 1790. Fu promosso tenente il 27 gennaio 1791. Il 16 marzo 1791, dopo un breve abbandono, fu assegnato al 53º reggimento di fanteria. Gli si chiese di mettere insieme una compagnia indipendente, e gli fu conferito il grado di capitano il 30 marzo 1793.
Partecipò all'assedio di Tolone dell'autunno 1793, da dove portava dispacci a Londra. Il 16 novembre 1793 fu trasferito in una delle compagnie indipendenti del maggior generale Cornelius Cuyler. Nel 1794 aiutò Thomas Graham a creare il 90º fanteria nel quale fu promosso a maggiore il 27 maggio 1794 e tenente colonnello il 26 luglio 1794. Divenne poi colonnello il 1º gennaio 1800.
Nel 1801 comandò il 90º fanteria durante lo sbarco nella baia di Abū Qīr in Egitto sotto la guida di Ralph Abercromby. Hill fu ferito gravemente in battaglia, colpito alla testa da un proiettile di moschetto. Le settimane seguenti Hill aiutò a cacciare le truppe francesi dall'Egitto. Hill divenne generale di brigata nel 1803 e maggior generale il 2 novembre 1805.

## Guerra d'indipendenza spagnola
Hill comandò una brigata alla battaglia di Roliça ed alla battaglia di Vimeiro del 1808. Partecipò alla campagna di John Moore del 1808–1809 in Spagna, dove comandò una brigata alla battaglia di La Coruña. Mentre stava servendo Wellington alla seconda battaglia di Oporto, la brigata di Hill lanciò un assalto improvviso oltre il fiume Duero, scacciando definitivamente i francesi di Nicolas Soult da Porto.

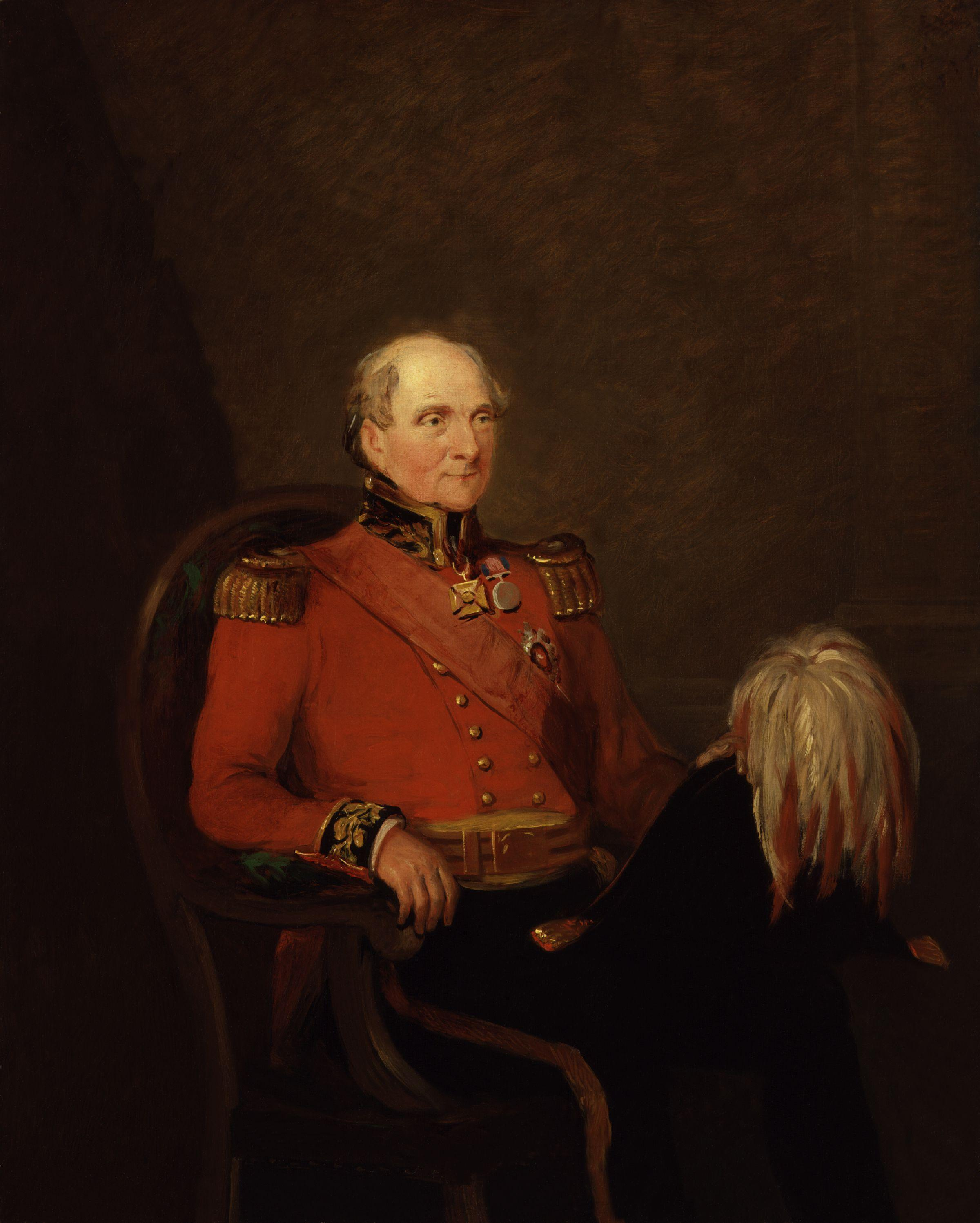
Hill pronto per l'annuale banchetto dell'anniversario di Waterloo al Wellington Museum (1836)

Hill comandò la 2ª divisione di fanteria nella battaglia di Talavera. La notte antecedente la battaglia, il maresciallo Claude Victor lanciò un attacco a sorpresa, spazzando via due battaglioni della King's German Legion ed occupando una posizione chiave. Hill guidò una brigata al buio. Nel breve scontro che seguì fu afferrato e quasi catturato da un francese, ma i suoi uomini lo salvarono.
Di nuovo alla guida della 2ª divisione durante l'invasione del Portogallo operata da Andrea Massena nel 1810, Hill combatté la battaglia del Buçaco. Nell'autunno del 1811 Wellington incaricò Hill del comando indipendente di 16000 uomini dedicati alla difesa di Badajoz. Il 28 ottobre guidò una vittoriosa carica contro i francesi nella battaglia di Arroyo dos Molinos. Il 21 gennaio 1812 fu nominato governatore del Blackness Castle ed il 22 febbraio 1812 gli fu conferito l'Ordine del Bagno. Il 4 maggio 1812 divenne Cavaliere di gran croce dell'ordine portoghese della Torre e della spada.
Nel maggio 1812, dopo la conquista di Badajoz, Hill guidò una seconda carica che distrusse un ponte chiave nella battaglia di Almaraz. Mentre Wellington stava vincendo la battaglia di Salamanca, Hill difese Badajoz con 18000 uomini, tra cui quelli della 2ª divisione britannica, quelli della divisione portoghese di John Hamilton e quelli della 2ª divisione di cavalleria di William Erskine. Fu promosso tenente generale il 30 dicembre 1811.
Dopo la conquista britannica di Madrid, Hill fu messo alla testa di un esercito di 30 000 uomini. Comando la colonna destra durante la campagna, compresa la battaglia di Vitoria del 21 giugno 1813. Combatté la battaglia dei Pirenei. A Vitoria e durante l'invasione operata da Wellington in Francia meridionale, Hill comandò la 2ª divisione di William Stewart, la divisione portoghese (sotto John Hamilton, Francisco Silveira o Carlos Le Cor) e la divisione spagnola di Pablo Morillo. Per quanto fatto in queste battaglie fu insignito di una medaglia il 7 ottobre 1813. Guido i corpi di destra nella battaglia di Nivelle del 10 novembre 1813.
Il 13 dicembre 1813, durante la battaglia del Nive, Hill fece quello che è considerato il suo capolavoro nella difesa di Saint-Pierre d'Irube. Con 14000 uomini e 10 cannoni isolati sulla riva orientale del Nive a causa di un ponte crollato, Hill resistette agli assalti dei 30000 uomini e 22 cannoni del maresciallo Nicolas Soult. Combatté con grande astuzia e guidò personalmente molti degli assalti dei suoi uomini. In seguito combatté ad Orthez e a Tolosa. Wellington disse: "La cosa migliore di Hill è che so sempre dove posso trovarlo". Fu nominato governatore di Hull il 13 luglio 1814, e commendatore dell'Ordine militare di Maria Teresa il 23 settembre 1815.
Soprannominato "Daddy Hill" (papà Hill), si prendeva cura delle sue truppe ed era adorato dai suoi uomini. In un'occasione fornì ad un ufficiale ferito giunto da fuori il pranzo. Un'altra volta un sergente consegnò ad Hill un messaggio. Si aspettava solo un ringraziamento, e invece gli fornì vitto e alloggio perla notte. Il giorno seguente gli concesse cibo ed una sterlina per il resto del viaggio.
Fu anche membro del parlamento per Shrewsbury dal 1812 al 1814, anno in cui ricevette il titolo di barone Hill di Almaraz e di Hawkestone nella contea di Salop.
Hill era anche colonnello del 3º battaglione dal 14 gennaio 1809, colonnello del 94º reggimento di fanteria dal 23 settembre 1809, colonnello del 72º reggimento di fanteria dal 29 aprile 1815 e colonnello delle Royal Horse Guards dal 19 novembre 1830.

## Waterloo e termine della carriera
Durante la battaglia di Waterloo Hill comandò il II corpo. Fu lui a guidare la famosa carica della brigata di sir Frederick Adam contro la Guardia imperiale verso la fine della battaglia. Per qualche tempo si credette che fosse caduto in battaglia, ma riuscì a fuggire ferito e proseguì con l'esercito in Francia fino alla ritirata del 1818.

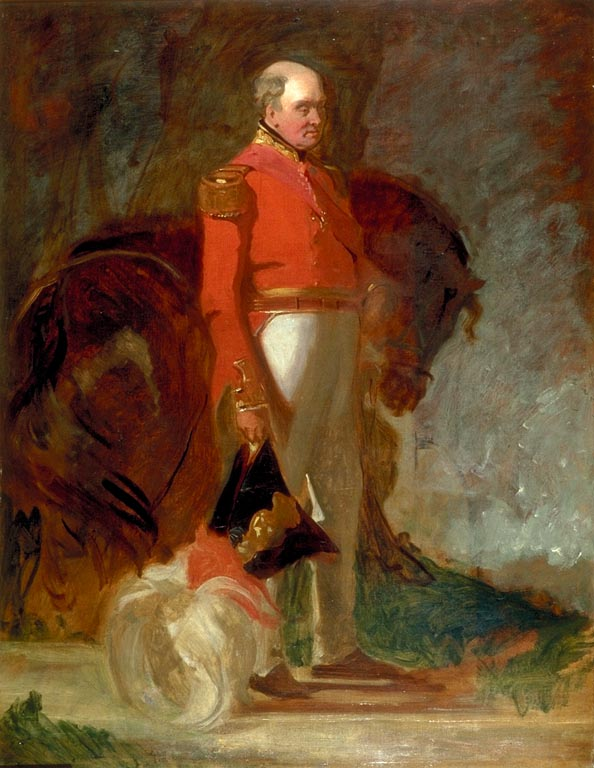
Generale Hill nei suoi ultimi anni

Ricevette numerose onorificenze dalle nazioni alleate dopo la battaglia. Il 21 agosto 1815 fu nominato Cavaliere commendatore dell'Ordine militare di Maria Teresa d'Austria e Cavaliere dell'Ordine di San Giorgio di Russia. Il 27 agosto 1815 il re olandese Guglielmo I lo nominò Commendatore dell'Ordine Militare di Guglielmo. All'incoronazione di Giorgio IV nel 1821, Lord Hill portò lo stendardo d'Inghilterra in processione dal palazzo di Westminster all'abbazia di Westminster. Tra il 1828 ed il 1839 prese il posto del duca di Wellington come comandante in capo delle forze. Fu anche nominato governatore di Plymouth il 18 giugno 1830 e viscounte Hill di Almaraz il 22 settembre 1842.
Appassionato della caccia alla volpe, Rowland Hill fu a capo del North Shropshire Foxhounds fino al 1823. L'associazione esiste tuttora e caccia nel nord della contea, compreso quello che fu il suo luogo di nascita, Hawkstone Hall. In seguito condivise il comando con sir Bellingham-Graham e sir Edward Smythe. Rowland Hill fondò la Hawkstone Otter Hunt attorno al 1800, poi tenuta viva dai successivi Lord.
Morì a Hardwicke Grange, Hadnall, Shropshire il 10 dicembre 1842. È sepolto nel cimitero di Hadnall, Shropshire.